# La Llúcia i la Ramoneta
La Llúcia i la Ramoneta és una farsa en tres actes i en vers, original de Josep Maria de Sagarra, estrenada al teatre Novetats de Barcelona, la vetlla del 28 d'abril de 1928.
L'acció passa en una saleta menjador d'una torre de Sant Gervasi de Barcelona, l'any 1870.

## Repartiment de l'estrena
- Llúcia: Maria Morera.
- Ramoneta: Matilde Xatart.
- Maria: Pepeta Fornés.
- Carmeta: Elvira Jofre.
- Tecleta: Josefina Roca.
- Subirós: Joaquim Montero
- Senyor Arrufat: Domènec Aymerich
- Senyor Papell: Evelí Galceran
- Pau: Ramon Martori.
- Narcís: Antoni Gimbernat.
- Vadoret: Francesc Ferràndiz.